# Citrullus naudinianus
Citrullus naudinianus — це вид однорічних квіткових рослин з родини гарбузових. Це бульбовий геофіт і росте в основному в пустелі або в сухому чагарниковому біомі. Країни зростання: Ангола, Ботсвана, Мозамбік, Намібія, ПАР, Замбія, Зімбабве. Плоди й насіння їстівні.

## Опис
Листя, як правило, глибоко пальчасті, 5-лопатеві та розташовані по черзі, а стебло може досягати 6 метрів у довжину. Стебла мають вусики, які були змінені в слабкі колючки. Квітки жовті або білі. Рослина дводомна, з чоловічими та жіночими квітками на окремих рослинах. Плід довжиною 4–12 сантиметрів, покритий колючками, спочатку зелений, а після дозрівання стає блідо-жовтим. Плід їстівний, але вживання його до того, як він дозрів, викличе відчуття печіння в роті. Він не отруйний, але якщо його поєднати з кров’ю личинок жука Diamphidia, утворюється отрута, яку можна використовувати для виготовлення отруйних стріл. Бульбоподібні корені, які можуть досягати 1 метра в довжину, отруйні.